# 176 г. пр.н.е.
176 (сто седемдесет и шеста) година преди новата ера (пр.н.е.) е година от доюлианския (Помпилийски) римски календар.

## Събития

### В Римската република
- Консули са Гней Корнелий Сципион Хиспал и Квинт Петилий Спурин.
- След смъртта на Сципион Хиспал суфектконсул става Гай Валерий Левин.[1]

### В Азия
- След смъртта на Фриапатий на трона на Партия се възкачва синът му Фраат I.
- Маодун побеждава юеджите в западните части на провинция Гансу.[2]

### В Египет
- Смъртта на царица Клеопатра I оставя нейния син Птолемей VI като единствен владетел на Птолемейски Египет.

## Починали
- Клеопатра I, царица на Древен Египет (роден 204 г. пр.н.е.)
- Фриапатий, владетел на Партия от династията на Арсакидите
- Гней Корнелий Сципион Хиспал, консул през тази година